# Elaine Gurr
Eily Elaine Gurr  (* 8. November 1896 in Wellington, Neuseeland; † 12. Dezember 1996 in Torbay, Auckland, Neuseeland) war eine neuseeländische Ärztin und medizinische Administratorin.

## Frühes Leben
Eily Elaine Gurr wurde am 8. November 1896 als einzige Tochter der Eheleute Eily Maude Ringwood, einer ehemaligen Lehrerin für Körperkultur und dem Versicherungsvertreter Norman Leslie Gurr in Wellington geboren. Elaine verbrachte ihre frühe Kindheit in der Oriental Bay und in Roseneath in Wellington. 1905 zog die Familie nach Dannevirke. Elaine besuchte das Internat Woodford House in Havelock North und schließend das Wellington Girls’ College.

## Studium der Medizin
1916 schrieb Elaine sich an der University of Otago ein, um Medizin studieren zu können. Sie hatte in den Sägewerken der Buschsiedlungen in der Hawke’s Bay derart viele Unfälle mit schlimmen Verletzungen gesehen, dass dies für sie der Antrieb wurde Ärztin zu werden. 1923 schloss sie ihr Studium mit einem Bachelor of Medicine und Bachelor of Surgery (MB, ChB) ab. Sie arbeitete anschließend als Ärztin im Timaru Hospital, ging dann nach Irland und absolvierte ein Postgraduiertenstudium am Coombe Hospital und im Rotunda Hospital in Dublin, das sie mit einem Lizenziat in Geburtshilfe abschloss. Spätere Aufenthalte am Royal Free Hospital und am Chelsea Hospital in London dienten der Ausbildung auf dem neuen Gebiet der Betreuung von Schwangeren.

## Neuseeland
Wann Elaine genau nach Neuseeland zurückkehrt ist nicht bekannt, doch nach ihrer Rückkehr bekam sie vom Gesundheitsminister des Landes, Māui Pōmare des Auftrag die ersten Geburtskliniken des Landes in den St Helens Hospitals und anderen Entbindungskliniken einzurichten. Im Oktober 1924 wurde sie zur Leiterin der Schwangerenambulanz im Department of Health in Wellington ernannt und im März 1927 hatte sie zwanzig öffentliche Geburtskliniken eingerichtet, von denen alle bis auf zwei in den vier wichtigsten Zentren des Landes sich befanden. Sie bildete in der Schwangerenvorsorge auch Hebammen und Plunket-Schwestern aus. Kurzzeitig war Elaine auch für das Thema das Schulhygiene zuständig, ging dann aber ab dem Jahr 1929 für ein und ein halbes Jahr in die unterentwickelte Region des East Cape, wo sie auch für die chirurgische, medizinische und geburtshilfliche Betreuung im Te Araroa Hospital zuständig war. Mangels Straßen, war sie zeitweise darauf angewiesen zu den Patienten per Pferd zu reiten. Sie behandelte Māori, die an Asthma oder Tuberkulose erkrankt waren oder führte Operationen auf dem Boden eines Schuppens durch.
Doch von der Entwicklung der Medizin sich isoliert fühlend, zog Elaine nach Auckland und eröffnete in den Jahren 1932/33 in der Symonds Street eine eigenen Praxis, die sie über 30 Jahre lang führte. Sie spezialisierte sich dort auf die auf die Gynäkologie und die Geburtshilfe. Auch war sie als Anästhesistin für Chirurgen in Auckland tätig. Nach dem Ende des Zweiten Weltkriegs ging Elaine nach Dänemark und Schweden und bildete sich in dem neuen Fachgebiet der Endokrinologie weiter.
Sie war als Dozentin und Prüferin für Erste Hilfe und häusliche Krankenpflege für die St John Ambulance Association tätig und wurde von der Organisation im Jahr 1952 mit der Mitgliedschaft auf Lebenszeit geehrt und bekam zwei Jahre später den Titel und Status Officer zugeordnet. Auch trat sie als Stifterin in Erscheinung, indem sie 1983 der medizinischen Fakultäten von Otago und 1988 der von Auckland unbefristete Lehrstühle für Allgemeinmedizin stiftete. Sie war lebenslanges Mitglied der Auckland Society for the Prevention of Cruelty to Animals (Gesellschaft zur Verhinderung von Tierquälerei) und stellt in den 1980er Jahren das Gehalt eines Tierarztes für ein neues Tierkrankenhaus in Auckland zur Verfügung. Spenden an die St John Ambulance und an die Heilsarmee gehörten ebenso zu ihrem karitativen Engagement.
Ihren Ruhestand verbrachte Elaine in Torbay an der Küste zum Hauraki Gulf liegend. Dort verstarb sie auch am 12. Dezember 1996 im Alter von 100 Jahren.

## Ehrungen
- 1983 – Honorary Fellow (Ehrenmitglied) des Royal New Zealand College of General Practitioners[1]